# Червоний терор в Іспанії
Черво́ний теро́р в Іспа́нії — узагальнена назва злочинів, що їх було скоєних лівими силами (послідовниками Республіки), в Іспанії в період 1930—1939 рр.. Внаслідок релігійних переслідувань католицької церкви були вбиті десятки тисяч мирян і 6832 членів Римо-католицького духовенства, зруйновано 2000 храмів, загинуло близько 2365 представників інших конфесій. 

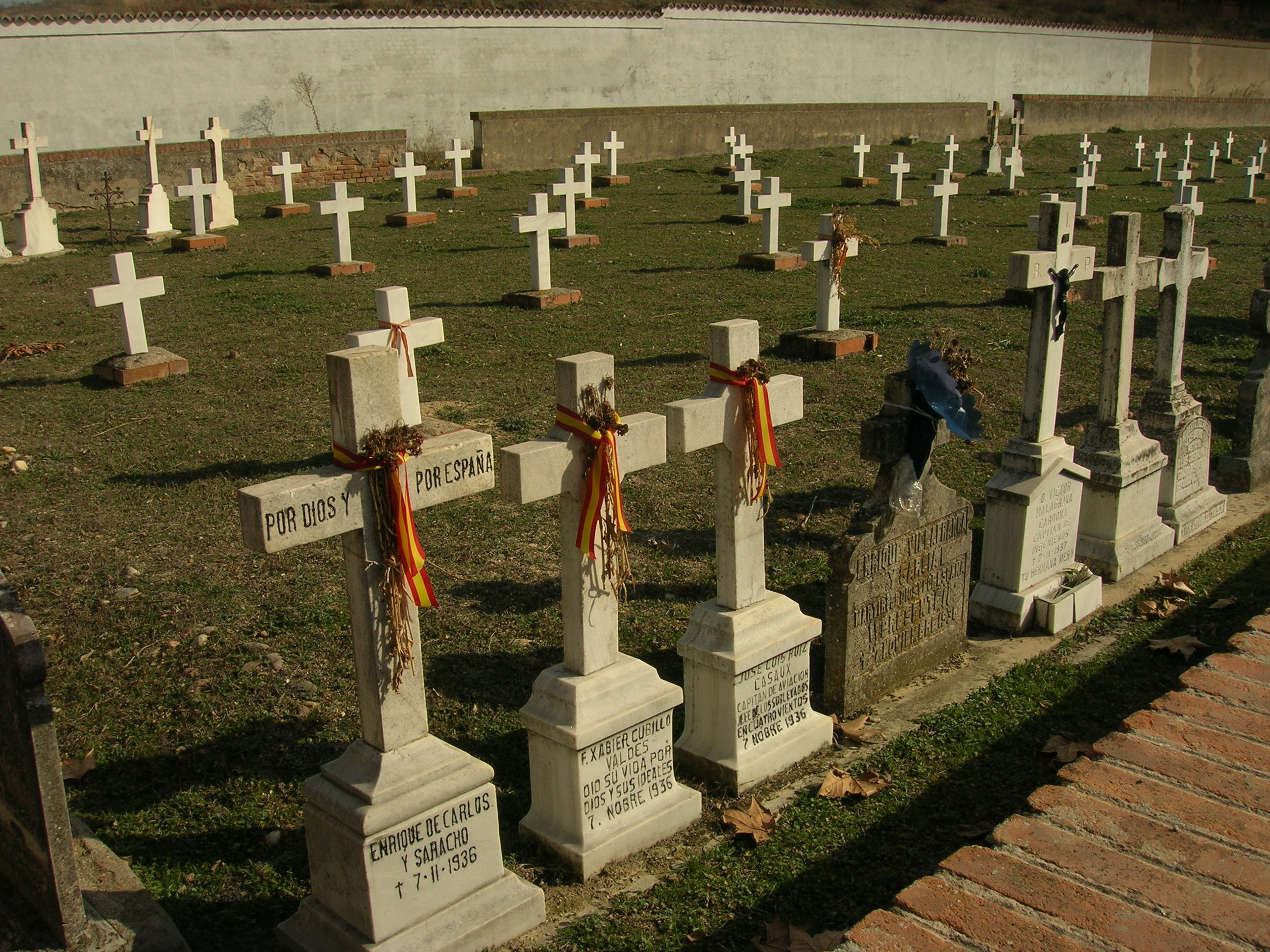
Поховання жертв різанини в Паракуельо 1936

Терор також включав переслідування, вбивства та тортури, застосовані до землевласників, промисловців та політиків. Найвідомішим прикладом є різанина в Паркуельо в листопаді 1936 року, також вбиті в'язні (переважно члени фаланги та карлісти з мадридської в'язниці Антон і Модело). Безпосередню відповідальність за вбивства ув'язнених несуть шеф громадського порядку Сантьяго Каррільйо та його заступник Сегундо Серрано Понкела.